# Surnom de ligne du hockey sur glace
 (mai 2024).
Si vous disposez d'ouvrages ou d'articles de référence ou si vous connaissez des sites web de qualité traitant du thème abordé ici, merci de compléter l'article en donnant les références utiles à sa vérifiabilité et en les liant à la section « Notes et références ».
Au hockey sur glace, les trois attaquants - l'ailier gauche, le centre et l'ailier droit - forment une unité appelé ligne. Même si un des plus anciens surnoms de ligne connu est celui des « Flying Frenchmen » des Canadiens de Montréal, l'habitude de donner un surnom à certaines lignes remarquables remonte aux années 1920 où la ligne formée de Bun Cook, Frank Boucher et Bill Cook des Rangers de New York de la Ligue nationale de hockey fut surnommée la A Line (Ligne A) en référence à la ligne A du métro new yorkais qui passait sous le Madison Square Garden.

## Dans la LNH
Dès le début des années 1910 et avant la naissance de la Ligue nationale de hockey, Didier Pitre et Jack Laviolette des Canadiens de Montréal sont surnommés les Flying Frenchmen par les chroniqueurs sportifs car on dit d'eux qu'ils « volent sur la glace ». La ligne formée par ces deux joueurs et Newsy Lalonde contribue à la conquête de la coupe Stanley en 1916 et perdure dans la LNH jusqu'en 1919.

### Années 1920
De 1926 à 1936, la A line ou Bread line des Rangers de New York est composée de Frank Boucher et des frères Bill et Bun Cook. En 1928, elle marque tous les buts lors de la série finale de la Coupe Stanley contre les Maroons de Montréal permettant aux Rangers de remporter la première coupe de leur histoire.  Le nom Bread line faisait référence au surnom de « Bun » Cook, un bun étant en anglais une pâtisserie faite à partir de pain, bread en anglais.
De 1927 à 1934 ainsi qu'en 1937, Howie Morenz, Aurèle Joliat et Johnny Gagnon forment la Speedball Line des Canadiens de Montréal. Le jeu de mots fait référence à la vitesse et à l'intelligence de jeu des trois joueurs.
De 1928 à 1933, la Dynamite line des Bruins de Boston est composée de Cooney Weiland, Dutch Gainor et Dit Clapper.
De 1929 à 1932, Nels Stewart, Babe Siebert et Hooley Smith forment la S line des Maroons de Montréal. Ce surnom est issu de l'initiale commune au nom des 3 joueurs.
En 1929 également, et jusqu'en 1936, les Maple Leafs de Toronto possèdent la Kid line. Cette ligne où évoluent Charlie Conacher, Joe Primeau et Busher Jackson est nommée Kid (gamin en anglais) en référence à l'âge des joueurs lors de la constitution de ce trio : 18 ans pour Conacher et Jackson, 23 ans pour Primeau. Ce trio mène les Leafs à 4 finales de la Coupe Stanley et à une victoire en 1932.

### Années 1930
La Kraut line des Bruins de Boston est formée de Milt Schmidt, Woody Dumart et Bobby Bauer de 1936 à 1942 puis de 1945 à 1947.
Tous trois sont nés à Kitchener qui s'appelait Berlin avant la première guerre mondiale et où les habitants étaient majoritairement descendants d'ancêtres allemands.

### Années 1940
De 1943 à 1948, Hector « Toe » Blake, Elmer Lach et Maurice Richard composent la Punch line des Canadiens de Montréal. Pendant cette période, le trio marque 403 buts et 839 points et remporte deux Coupes Stanley. En 1945, ils terminent aux trois premières places des pointeurs de la LNH.
De 1945 à 1948, les frères Max et Doug Bentley associés à Bill Mosienko forment la Pony line des Black Hawks de Chicago.
De 1945 à 1952, la Production line des Red Wings de Détroit se compose de Sid Abel, Gordie Howe et Ted Lindsay puis lors de la saison 1952-1953 de Alex Delvecchio en remplacement de Sid Abel. Le surnom est une référence à la production d'automobiles à Détroit qui est la capitale américaine en ce domaine. Ce trio termine aux trois premières places des pointeurs de la LNH en 1950.

### Années 1950
De 1957 à 1964, la Uke line des Bruins de Boston est composée de Bronco Horvath, Johnny Bucyk et Vic Stasiuk, tous trois d'origine Ukrainienne, d'où le surnom. Au cours de la saison 1957-1958, cette ligne marque 174 points et permet aux Bruins de disputer la finale de la coupe Stanley perdue contre les Canadiens de Montréal.
En 1959, les Black Hawks de Chicago acquièrent Murray Balfour des Canadiens de Montréal. Positionné entre Bobby Hull et Bill Hay, il forme jusqu'en 1964 avec eux la Million Dollar line qui contribue à la victoire de la coupe Stanley en 1961 pour les Black Hawks.

### Années 1960
En 1959, la Scooter line des Blackhawks de Chicago est formée par Ted Lindsay, Stan Mikita et Ken Wharram. La saison suivante, Ab McDonald remplace Lindsay puis en 1964, Doug Mohns prend la place de McDonald au sein de cette ligne qui dure jusqu'en 1969 et la retraite de Wharram.
La BOW line des Bruins de Boston est formée en 1963 par Johnny Bucyk, Murray Oliver et Tommy Williams. Ce surnom est issu des initiales des noms des 3 joueurs, B.O.W. qui forment le mot Bow (arc en anglais).
La Espo line, The Dogs of War line ou Nitro line des Bruins de Boston existe de 1967 à 1975. Wayne Cashman, Phil Esposito et Ken Hodge en sont les trois joueurs.
De 1968 à 1974, la GAG line des Rangers de New York est composée de Jean Ratelle, Vic Hadfield et Rod Gilbert. GAG est l'abréviation de Goal-A-Game (un but par match) ; ce trio marque en effet une moyenne de plus d'un but par match le temps de sa constitution.
De 1968 à 1975, Pit Martin, Jim Pappin et Dennis Hull des Blackhawks de Chicago sont surnommés la MPH line. Issu des initiales des noms des 3 joueurs, M.P.H. est l'abréviation de mile per hour, unité de vitesse utilisée dans les pays anglo-saxons. Cette ligne marque plus de 1 300 points le temps de sa constitution dont un record des Blackhawks de 272 en 1972-1973. Ils sont également invités ensemble au Match des étoiles de la LNH en 1974. 
La HEM line des Maple Leafs de Toronto est composée dans les années 1960 de Billy Harris, Gerry Ehman et Frank Mahovlich. Le surnom vient des initiales des noms des trois joueurs.
Toujours dans les années 1960, Paul Henderson, Norm Ullman et Bruce MacGregor composent la HUM line. Ce sont encore les initiales des noms des joueurs qui inspirent ce surnom.

### Années 1970
Dans les années 1970, la Brat line des Maple Leafs de Toronto est composée de Tiger Williams, Jack Valiquette et Pat Boutette.
Dans les années 1970 également, Reggie Leach, Bobby Clarke et Bill Barber des Flyers de Philadelphie composent la LCB line, surnom issu des initiales des noms des 3 joueurs.
De 1972 à 1976, la Century line ou Bicentennial Line des Penguins de Pittsburgh est composée de Syl Apps, Jr., Lowell MacDonald et Jean Pronovost. Ce trio marque plus de 100 buts et plus de 200 points pendant quatre saisons consécutives.
Entre 1972 et 1979, Guy Lafleur, Jacques Lemaire et Steve Shutt ; également avec Peter Mahovlich à la place de Lemaire ; forment la Dynasty line des Canadiens de Montréal. Shutt surnomma une fois la ligne Lafleur/Mahovlich/Shutt la Donut line en raison de l'absence de centre au sein du trio (le donut est un beignet rond ayant un trou en son centre).
De 1972 à 1979, la French Connection, ligne des Sabres de Buffalo est composée de 3 canadiens-français Gilbert Perreault, Rick Martin et René Robert. Le surnom est lié à la fois à l'origine des joueurs au film intitulé French Connection de 1971.
Entre 1976 et 1981, la GEM line des Flames d'Atlanta est formée par Guy Chouinard, Eric Vail et Bob MacMillan.
De 1977 à 1986, la LILCO line ou Trio Grande Line des Islanders de New York (1977-86) est composée de Mike Bossy, Clark Gillies et Bryan Trottier. Ce surnom fait référence à la Long Island Lighting Company. Cette ligne était à l'origine formée avec Billy Harris à la place de Bossy.
Dans les années 1970-1980, la Triple Crown line des Kings de Los Angeles est formée par Dave Taylor, Charlie Simmer et Marcel Dionne. Ce surnom fait référence au logo des Kings : une couronne (crown). C'est la première fois de l'histoire de la LNH que chaque joueur d'une même ligne marque plus de 100 points dans la même saison.

### Années 1980
De 1981 à 1987, Denis Savard, Al Secord et Steve Larmer forment la Party line des Blackhawks de Chicago. En 1982-1983, le trio marque un total de 297, record de la franchise, et Larmer remporte le trophée Calder.
De 1984 à 1987, la Clydesdale line des Blackhawks de Chicago est composée de Curt Fraser, Troy Murray et Ed Olczyk. Chaque joueur pèse 200 livres (90 kg) ou plus ce qui est rare à l'époque.
La GEM line des Maple Leafs de Toronto est formée par Gary Leeman, Ed Olczyk et Mark Osborne.
La Hound line des Maple Leafs de Toronto est composée de Wendel Clark, Russ Courtnall et Gary Leeman.

### Années 1990
De 1992 à 1996, la Olympic line des Jets de Winnipeg (1992-1996) : Teemu Selänne, Alexei Zhamnov et Keith Tkachuk. Ce surnom est donné en raison de l'origine différente des joueurs : Finlande, États-Unis et Russie.
La Grind line des Red Wings de Détroit est formée par Kirk Maltby, Kris Draper et Darren McCarty. La Grind Line, ou ligne de harcèlement est formée par l'entraîneur des Wings, Scotty Bowman, après le naufrage de son équipe lors de la finale de la Coupe Stanley en 1995 face aux Devils du New Jersey. À l'origine, elle est composée, pendant l'apogée des Red Wings dans les années 1990, par trois joueurs, Kris Draper, Joe Kocur et Kirk Maltby. Pendant la finale de 1997 face aux Flyers de Philadelphie, cette ligne a été très efficace contre la ligne d'attaque composée de John LeClair, Eric Lindros et Mikael Renberg. Après 1997, Darren McCarty remplace Joe Kocur comme troisième élément et cette ligne fait une nouvelle fois du gros travail lors de la finale 1998 face aux Capitals de Washington. Elle était crainte par la dureté de ses éléments mais également parce qu'ils marquaient de près les adversaires, qu'ils étaient très rugueux et qu'ils fournissaient un travail remarquable, bien souvent dans l'ombre de ses stars. Elle a été déterminante lors des victoires lors des coupes Stanley de 1997, 1998 et celle de 2002. Après le lockout en 2005, Darren McCarty rejoint les Flames de Calgary mettant ainsi un terme à cette fameuse ligne. En effet les dirigeants ont tenté de conserver ce trio, mais en vain. Malgré la réussite de cette ligne, cette dernière a été très controversée et très discutée, lors de son existence, par les spectateurs, adversaires et journalistes.
De 1994 à 1997, Eric Lindros, John LeClair et Mikael Renberg forment la Legion of Doom des Flyers de Philadelphie. Ce surnom fut inventé par Jim Montgomery, un de leurs coéquipiers puis repris par l'annonceur officiel des Flyers. Il fait référence à la capacité offensive du trio ainsi qu'à sa domination physique.
De 1995 à 1999, Valeri Kamenski, Peter Forsberg et Claude Lemieux sont la United Nations Line de l'Avalanche du Colorado.
Lors de la saison 1990-1991 de la LNH, l'Option line des Penguins de Pittsburgh est composée de John Cullen, Mark Recchi et Kevin Stevens. Ce trio a joué ensemble depuis le début de la saison 1988-1989 mais a réellement fait parler de lui lors de la 1990-1991, inscrivant un tiers des points de l'équipe alors que les joueurs étaient dans leur dernière année de contrat avec l'équipe, l'année dite « option ».
De 1999 à 2000, le Slovak Pack des Blues de Saint-Louis est composé de Pavol Demitra, Michal Handzuš et Lubos Bartecko.
La Crazy Eights line des Flyers de Philadelphie est composée de Eric Lindros, Mark Recchi et Brent Fedyk. Lindros portait le 88, Recchi le 8 et Fedyk le 18.
Les Russian Five des Red Wings de Détroit sont Sergueï Fiodorov, Igor Larionov, Viatcheslav Kozlov, Vladimir Konstantinov et Viatcheslav Fetissov. Les Russian Five, en référence aux des Jackson Five, littéralement les cinq russes, étaient une unité de cinq joueurs de hockey sur glace d'origine russe, portant le maillot des Red Wings de Détroit pendant les années 1990. Ils ont joué un rôle important pendant la période de succès des Wings et notamment lors du gain de deux coupes Stanley en 1997 et 1998. Cette unité avait son propre système de jeu. Ce système de jeu était mis en place par Scotty Bowman qui remarqua qu'ensemble ces cinq joueurs offraient une supériorité tant technique que de rapidité aux Wings. L'unité de cinq hommes était calquée sur le modèle des équipes soviétiques qui dominèrent le monde et la concurrence olympique pendant les années 1970, les années 1980 et le début des années 1990, avec une combinaison de vitesse et de contrôle de la rondelle qui était supérieure aux autres nations. Les cinq russes perdirent un de leurs membres après le championnat 1997 quand Konstantinov fut impliqué dans un accident de limousine qui lui occasionna des séquelles permanentes au cerveau.
La Sky line des Penguins de Pittsburgh est formée par Mario Lemieux, Jaromír Jágr et Kevin Stevens.

### Années 2000
De 2000 à 2006, la West Coast Express des Canucks de Vancouver est composée de Markus Näslund, Brendan Morrison et Todd Bertuzzi. Elle fait référence à une ligne de transport ferroviaire locale.
En 2002, la FLY line des Rangers de New York est composée de Eric Lindros, Theoren Fleury et Mike York. Ce surnom est issu des initiales des noms des 3 joueurs, F.L.Y. qui forment le mot Fly (voler). Ils terminent aux 3 premières places des buteurs de l'équipe cette saison-là.
De 2002 à 2004, Mats Sundin, Aleksandr Moguilny et Darcy Tucker des Maple Leafs de Toronto forment la Mad line. Ce surnom est lui dû aux initiales des prénoms des 3 joueurs M.A.D. qui forment le mot Mad (fou).
Lors de la saison 2003-2004, les frères jumeaux Daniel Sedin et Henrik Sedin associés à Jason King composent la Mattress line des Canucks de Vancouver. En anglais, les dimensions de lit King et Twin (jumeaux en français) font partie des mattress sizes.

## Hors LNH
- Army Line — CSKA Moscou (Championnat d'URSS de hockey sur glace — années 1970) : Valeri Kharlamov, Boris Mikhailov et Vladimir Petrov.
- Coneheads Line — Équipe des États-Unis (Jeux olympiques d'hiver de 1980, « Miracle sur glace ») : Mark Pavelich, John Harrington et Buzz Schneider.

En références à la fameuse série de sketchs du Saturday Night Live : Coneheads car ils jouaient de façon étrange. Tous trois venaient de l'Iron Range au nord-est du Minnesota.
- DDT Line — Équipe du Canada (Championnat du Monde 2003 et 2004, Coupe du monde 2004) : Kris Draper, Shane Doan et Joe Thornton.

Ce surnom est issu des initiales des noms des 3 joueurs, D.D.T. qui est l'abréviation du nom d'un pesticide (le Dichlorodiphényltrichloroéthane).
- Ligne KLM ou Green line —  CSKA Moscou et équipe d'URSS de hockey sur glace (années 1980) : Vladimir Kroutov, Igor Larionov et Sergueï Makarov. L'autre surnom fait référence à la couleur verte (green) de leurs maillots lors des entraînements.

Son surnom vient des initiales des trois hockeyeurs qui la constituaient.
- Trois Denis — Junior de Montréal (Années 1970) : Denis Cyr, Denis Tremblay et Denis Savard

Cette ligne était formée de trois joueurs prénommés Denis, né le 4 février 1961, et ayant grandi dans le même quartier à Verdun au Canada. Ce trio domina la Ligue de hockey junior majeur du Québec pendant deux années.
- Hanson Brothers — (ligne de fiction 1977).

Ligne du film La Castagne basé sur la vie des frères Carlson.
- Jönssonligan — Färjestads BK, Suède (années 2000) : Jörgen Jönsson, Peter Nordström et Pelle Prestberg. Parfois avec Hannes Hyvönen à la place de Prestberg.

En référence à une série de films du même nom.
- Tupu, Hupu ja Lupu — Équipe de Finlande (1994-1995) : Ville Peltonen, Saku Koivu et Jere Lehtinen.

Cette ligne fut créée pour la première fois lors du championnat du monde 1994 et eut un impact immédiat sur l'équipe lors du tournoi. Elle fut à nouveau utilisée au cours du championnat du monde 1995 où la Finlande remporta sa première médaille d'or. Elle pourrait se traduire par la ligne Riri, Fifi et Loulou car Tupu, Hupu et Lupu sont les prénoms des neveux de Donald Duck en finnois.
- Ni-Sturm - HC Davos et Équipe de Suisse (1933-1948) : Hans Cattini, Ferdinand Cattini et Bibi Torriani.

Son surnom vient de la dernière syllabe des patronymes des trois hockeyeurs qui la constituaient. Alignés dans la même ligne au HC Davos, ils remportent 13 titres de champion de Suisse entre 1933 et 1948. Avec l'Équipe de Suisse, ils réunissent 329 sélections pour 246 buts, et comptent deux titres de champion d'Europe (en 1935 et 1939) ainsi qu'une médaille de bronze aux Jeux olympiques de 1948.
- GDF - Lausanne HC (années 1970). Ligne composée de Claude Friedrich, Jean-Guy Gratton et Gérard Dubi, 3 joueurs qui sont entrés dans l'histoire de cette équipe durant les années 1970. Les deux premiers ont notamment vécu une très prolifique saison 1977-1978 avec 96 points (61 buts) en 30 match, une moyenne de 3,20 points par partie pour Gratton et 94 points en 29 matchs, moyenne de 3,34 points par jeu pour Friedrich. Cette saison coïncide avec la remontée du LHC en LNA et du record de buts marqués en une saison par le club avec 199 buts, soit une moyenne par match de 6,63 réussites.
- La SBP - HC Fribourg-Gottéron (années 2000). Ligne composée de Julien Sprunger, Andreï Bykov et Benjamin Plüss,
- Air Canada - Rouen Hockey Elite (2005-2006). Ligne composée de Marc-André Thinel, Carl Mallette et Eric Fortier. Arrivés à l'inter-saison sur les bords de Seine, cette ligne fit exploser les statistiques en marquant 198 points en 35 matchs. Le Rouen Hockey Elite resta par ailleurs invaincu durant toute la saison, remportant ainsi sa 8e Coupe Magnus.